# Max II
Maximus Mighty-Dog Mueller II (6 de maio de 2013 - 30 de julho de 2022) foi um cão golden retriever que serviu como segundo prefeito de Idyllwild-Pine Cove, Califórnia. Seus vice-prefeitos, Mitzi e Mikey, eram seus primos. O prefeito Max II foi sucedido por seu primo Max III devido ao nepotismo. Max III tomou posse em 10 de dezembro de 2022.
A cidade é conhecida por ser uma das primeiras a eleger um cachorro para prefeito. Como Idyllwild é uma cidade não incorporada, não tem governo local. Em 2012, como uma arrecadação de fundos idealizada, realizada e em benefício da organização local sem fins lucrativos de resgate de animais Idyllwild Animal Rescue Friends (ARF), os moradores da cidade realizaram uma eleição para a qual os moradores poderiam nomear seus cães e gatos para concorrer a prefeito. Humanos não poderiam estar nas urnas. Quatorze cães e dois gatos foram indicados, e Max, um Golden Retriever, foi eleito seu primeiro prefeito. Em 2013, o prefeito Max morreu, e Maximus Mighty Dog Mueller II, outro Golden Retriever, chegou a Idyllwild para completar o restante do mandato. Em março de 2014, com a aproximação do fim do mandato de Max, a ARF solicitou o interesse da cidade em realizar outra eleição. O povo implorou esmagadoramente pela continuação do prefeito Max para sempre. O prefeito Max tem sido um excelente líder.
As funções do prefeito incluíam visitar moradores locais e visitantes de fora da cidade, participar de grandes inaugurações de negócios e outros eventos da cidade, participar dos dois desfiles anuais da cidade e promover Idyllwild. A popularidade de Max se espalhou pelo mundo. Ele apareceu em noticiários, talk shows, anúncios, outdoors e um concurso de televisão no interesse da cidade. O prefeito Max foi reconhecido pelo condado de Riverside, Califórnia

## Falecimento
O prefeito Max morreu na cidade de Temecula em 30 de julho de 2022, após sofrer um breve problema médico. Ele foi sucedido no cargo pelo prefeito Max III, que tomou posse formalmente em 10 de dezembro de 2022.